# Indian

Indian-logo

Indian is een Amerikaans motorfietsmerk dat verschillende "comebacks" gemaakt heeft. Het werd in 1900 opgericht door George M. Hendee en Carl Oscar Hedstrom en was gevestigd in Springfield (Massachusetts).

## Bedrijfsnamen en -eigenaren
- 1901: Hendee Mfg Co., Springfield, Massachusetts, eigenaren: George M. Hendee en Carl Oscar Hedstrom
- 1928: Indian Motocycle Co., Springfield, Massachusetts, eigenaren:Carl Oscar Hedstrom en erven
- 1950: Indian Motocycle Co., Springfield, Massachusetts, eigenaren: Indian Sales Co. en Atlas-Titeflex.
- 1959: Indian Motocycle Co., Springfield, Massachusetts, eigenaar: Associated Motor Cycles en Atlas-Titeflex
- 1966: The Indian Co., Springfield, Massachusetts (Division of Associated Motor Cycles Ltd., London), eigenaren: Dennis Poore en Atlas-Titeflex
- 1994: Indian Motorcycle Mfg. Co. (IMC), Perth (Australië), eigenaar: Maurits Hayim-Langridge
- 1999-2004: Indian-CMC, Toronto, later Indian Motorcycle Co., Gilroy, eigenaar: Murray Smith
- 2006-2011: Indian Motorcycle Co., Kings Mountain, eigenaren: Stellican Limited en Novator Partners
- 2011: Indian Motorcycles, Spirit Lake (Iowa), eigenaar: Polaris Industries Inc.

### Mogelijk oneigenlijke rechten
In 1963 begon Floyd Clymer Italjet-motorfietsjes te voorzien van de naam "Indian Papoose" en later "Indian". Waarschijnlijk had hij de rechten op de naam niet gekocht, maar ze werden wel nog een aantal malen doorverkocht. Dat kon gebeuren omdat de "echte" rechthebbenden Associated Motor Cycles en Atlas-Titeflex er in die tijd geen belang aan hechtten. Waarschijnlijk kreeg Clymer zelfs toestemming van de Indian Sales Co. om de naam te gebruiken, maar hij registreerde het merk "Indian" alleen in Californië en Colorado. Daarmee was de naam zeker niet wereldwijd vrijgegeven. In de jaren negentig, toen er plannen ontstonden om het merk "Indian" weer terug te brengen, ontstonden daardoor juridische gevechten om de werkelijke eigendomsrechten. Het "spoor" van deze wellicht oneigenlijke rechten loopt langs een aantal bedrijven, waaraan ze steeds werden doorverkocht:
- 1963-1970: Floyd Clymer Motorcycle Division Los Angeles, eigenaar: Floyd Clymer
- 1970-1977: Alan Newman
- 1977-1982: American Moped Association
- 1982-1992: Carmen DeLeone
- 1992-1995: Indian Motorcycle Mfg. Inc. (IMMI), later International Motorcycle Mfg. Inc. Eigenaar: Wayne Baughman
- ca. 1995: Eller-Indian, eigenaar: Lonnie Labriola
- 1999- WigWam Engineering, Australië

## Onenigheid tussen bronnen
Omdat er met de merknaam "Indian" nogal veel gehandeld is, en er ook soms gerechtelijke uitspraken nodig waren om tot beëindiging van conflicten hieromtrent te komen, spreken bronnen elkaar vaak tegen. Daar waar journalisten en schrijvers spraken met personen of bedrijven die beweerden eigenaar van het merk te zijn, werd in sommige gevallen een rookgordijn opgetrokken of simpelweg onwaarheid gesproken. Het is zelfs niet ondenkbaar dat de kopers van de naam ná het overlijden van Floyd Clymer in 1970 (Alan Newman, American Moped Association, Carmen DeLeone en IMMI) oprecht in de veronderstelling waren de officiële merkrechten te hebben gekocht. Ze werden ook nooit voor veel geld doorverkocht. Alle betrokkenen betaalden er ongeveer $ 10.000 voor. Door dit alles spreken bronnen elkaar tegen. Waar nodig wordt dit in dit artikel vermeld.

## Voorgeschiedenis
George M. Hendee had al in 1897 de “Hendee Mfg. Co.” opgericht, waar rijwielen geproduceerd werden onder de namen “Silver Queen” en “Silver King”. Al in 1898 werd de merknaam “American Indian”, maar die werd al snel afgekort tot “Indian”. Hendee was voormalig wielrenner en hij sponsorde een aantal wielerevenementen. Hij was echter niet tevreden met de in die tijd beschikbare "Pacers" (gangmaakmotoren), die dermate zwaar en traag waren, dat ze door de snelste wielrenners gewoon ingehaald werden. Carl Oscar Hedstrom had al in 1899 een eigen motorfiets gebouwd, een tandem-Pacer. Hij voegde zich in 1900 bij Hendee. Ze besloten na het succes van de Hedstrom tandem-pacer tijdens zijn eerste optreden in Madison Square Garden in 1900 motorfietsen in serie te gaan produceren.

## Geschiedenis

### Jaren nul

#### Algemeen
Toen de verkoop van motorfietsen in 1902 begon, werd al snel duidelijk dat de Hendee Mfg. Co. een goede, snelle en populaire motorfiets had ontworpen. Met name de volledige kettingaandrijving was voor die tijd modern. Bovendien werden al snel records gevestigd en wedstrijden gewonnen door rijders met Indians, waaronder Carl Oscar Hedstrom zélf.

#### Modellen jaren nul
- 213 cc eencilinder: Het eerste model, een 213 cc 1¾ pk eencilinder naar het ontwerp van Hendee, werd al in 1900 ontwikkeld. In 1901 was het prototype getest en waren er al twee productiemodellen ontworpen, gebouwd en getest. Daarmee was de Indian de eerste Amerikaanse motorfiets. De machines hadden al kettingaandrijving, terwijl het voor de meeste merken nog tientallen jaren zou duren voordat ze van de riemaandrijving af stapten. Opvallend was dat de cilinder iets naar achteren helde en daarbij deel uitmaakte van het frame. De motor was een F-kop met een snuffelklep voor de inlaat. Er was een eenvoudige terugtraprem op het achterwiel gemonteerd. In 1902 begon de verkoop. De eencilinder motorfietsen werden bijzonder populair, en de verkoopaantallen stegen in het eerste decennium enorm. In 1903 vestigde Carl Oscar Hedstrom een nieuw wereldsnelheidsrecord voor motorfietsen met een snelheid van 56 mijl per uur (90 km per uur). In 1904 werd de fel rode kleur (vermiljoen) geïntroduceerd die het "Crimson Steed of Steel" (Rode paard van staal) handelsmerk van Indian zou worden. De eencilinder produceerde in 1904 al iets meer dan 2 pk. In die tijd werden nog ca. 500 motorfietsen per jaar geproduceerd, maar dit aantal steeg gestaag. Tijdens een tentoonstelling in Saint Louis in 1904 won Hendee Mfg Co. een gouden medaille voor "Mechanical Excellence". In 1907 kocht het New York City Police Department twee motorfietsen, voor de jacht op ontsnapte paarden. Men koos daarvoor machines van Indian. Tot 1907 werden de motorblokken (die gebaseerd waren op het ontwerp van De Dion-Bouton) gemaakt door de Aurora Machine and Tool Co, onder supervisie van Hedstrom, terwijl de frames onder leiding van Hendee in Springfield gebouwd werden. Vanaf 1909 werden loop frames toegepast, waardoor het blok geen deel meer uitmaakte van het frame.
- 633 cc V-twin en 61 Big Twin: In 1905 werd de eerste V-twin fabrieksracer gebouwd. Met deze machine werden een aantal races gewonnen, maar ook snelheidsrecords gebroken. Indian werd zeer succesvol in de board track races. In 1907 verscheen de straatversie van de 633 cc V-twin. Deze was overduidelijk afgeleid van de eencilinder, maar in 1908 werden de snuffel-inlaatkleppen vervangen door gecommandeerde kleppen. Net als bij de eencilinder bleef de achterste cilinder tot 1909 deel uitmaken van het frame. In dat jaar verplaatste men het motorblok omdat er een nieuw loop frame kwam. Eveneens in 1909 verscheen een 1.000 cc versie van de V-twin, die de naam “Big Twin” kreeg. Deze 998cc-motor was de voorloper van de later zo populaire ‘Powerplus”. Hij werd ook wel "Indian 61" genoemd, naar de cilinderinhoud van 61 cubic inches.

### Jaren tien

#### Algemeen
In de jaren tien werd Indian de grootste fabrikant van motorfietsen ter wereld. In 1913 werden bijna 32.000 machines geproduceerd, er waren wereldwijd 2.000 dealers en Indian bediende 42% van de Amerikaanse binnenlandse markt. Tot de opening van een nieuwe, 3,7 hectare grote "Wigwam" in 1913 moest Indian zijn machines zelfs in licentie bij andere bedrijven laten bouwen om aan de enorme vraag te voldoen. Toen Indian in de nieuwe fabriek grote aantallen kon produceren, verdwenen een aantal van die bedrijven dan ook geheel van de markt. Daardoor kon Indian haar innovaties, zoals de eerste tweeversnellingsbakken, verstelbare voorvorken, elektrische verlichting, elektrische startmotoren en de dikke "Big Twin" V-twins, voor zichzelf houden. Indian werkte ook hard aan haar relatie met klanten. Jaarlijks werd "Indian Day" gevierd, waarbij dealers een open dag hadden en klanten waren zelfs welkom in de fabriek zelf. In 1914 was deze fabriek alweer flink gegroeid: meer dan 3.000 werknemers werkten aan een 11 km lange lopende band en het fabriekscomplex besloeg 9,3 hectare. Vlak vóór de Eerste Wereldoorlog werden er vier modellen geleverd: de eencilinder met 1 of 2 versnellingen en de Big Twin met 1 of 2 versnellingen. De Big Twin was verantwoordelijk voor ca. 90% van de Indian-productie. In 1913 verscheen ook het “Spring Frame”, waarbij zowel de voor- als de achtervork door middel van een bladveer werden afgeveerd. Beide oprichters verlieten het bedrijf in deze periode. Hedstrom vertrok in 1912 op de dag van de begrafenis van Jake DeRosier, die na een ongeluk tijdens een Board track race in het ziekenhuis gestorven was, Hendee nam in 1916 ontslag. In eerste instantie werd de leiding van het bedrijf overgenomen door twee vertrouwelingen van de oprichters, Charles Gustafson en Charles Franklin. In 1914 werd voor het eerst een motorfiets met zowel elektrische verlichting als een elektrische startmotor gepresenteerd.

#### Sportsuccessen
In de jaren tien waren Indian motorfietsen vrijwel onverslaanbaar. Ze hadden inmiddels een voorsprong voor wat betreft de techniek van tweecilinders, maar er werden ook al vier kleppen per cilinder toegepast. Het fabrieksteam won de eerste drie plaatsen in de Tourist Trophy van 1911. Een van de bekendste rijders was Erwin “Cannonball” Baker, die al in 1908 en 1909 races had gewonnen op een privé-Indian. In 1914 reed hij een Indian van kust tot kust (San Diego naar New York) in een recordtijd van 11 dagen, 12 uur en 10 minuten. Voor dergelijke ondernemingen liet hij zich slechts betalen als hij daadwerkelijk een record vestigde. Nadat in 1916 de 1.000 cc Indian Powerplus verscheen, gebruikte Baker deze machine veelvuldig in races, dirttracks en board track races. Jake deRosier reed een aantal snelheidsrecords in Amerika en op Brooklands. Hij won ca. 900 dirttrackwedstrijden en board track races. Vanaf 1916 werden de race-activiteiten tijdelijk stopgezet vanwege het uitbreken van de Eerste Wereldoorlog.

#### Eerste Wereldoorlog
Tijdens de eerste jaren van de Eerste Wereldoorlog bouwde de Amerikaanse industrie een technische voorsprong op ten opzichte van de Europese, die volop oorlogsproductie moest draaien en geen geld en tijd voor nieuwe ontwikkelingen van de nog jonge motorfietsindustrie had. Maar toen de Verenigde Staten in 1917 bij deze oorlog betrokken werden, leverde Indian haar hele voorraad Powerplus machines van 1917 en 1918 aan het Amerikaanse leger. Dat waren ca. 41.000 machines, feitelijk veel meer dan nodig was. Daardoor kwamen de dealers "droog" te staan. Het verlies aan dealers werd onvermijdelijk: zij stapten noodgedwongen over naar andere merken die nog wél motorfietsen leverden. Na de oorlog profiteerde Indian weliswaar van de opleving van de motorfietsindustrie in de Verenigde Staten, maar de toppositie was overgenomen door Harley-Davidson.

#### Modellen jaren tien
- Model K Featherweight: In 1915 werd een 221 cc eencilinder tweetakt gepresenteerd. Indian deed hiermee een eerste poging om een lichte gebruiksmachine in de markt te zetten, gericht op een jong publiek, in een periode dat Europese producten in de Verenigde Staten steeds populairder werden. Dit Model K had aan de voorkant de "Indian Cushion Cartridge" bladvering en - in tegenstelling tot wat toen gebruikelijk was - een aan de zijkanten afgeplatte tank. Het werd gestart met een kickstarter en had dan ook geen pedalen. Er waren drie, handgeschakelde, versnellingen aan boord. Naar verluidt werd de machine getest op het dak van de fabriek. De tweetaktmotor was een Villiers, al in 1912 ontworpen door Villiers-eigenaar Charles Marston persoonlijk, die bij Indian in licentie geproduceerd werd. Het Model K kreeg onmiddellijk de wind tegen. De eerste exemplaren vertoonden kinderziekten, vooral waar het de bronzen drijfstanglagers betrof. De problemen werden weliswaar verholpen, maar het model had toen al een slechte naam. Bovendien weigerden een aantal dealers een niet-Amerikaans product te verkopen en was het vermogen te laag. De motor werd opgevoerd, maar het mocht niet meer baten.
- Model O Light Twin: Een van de eerste taken van Charles Franklin was het ontwerpen van een lichte motorfiets om het Model K te vervangen. Dit werd een 257 cc tweecilinder met een dwarsgeplaatste boxermotor, zoals die van de Britse Douglas. Vreemd genoeg kregen de eerste exemplaren in het geheel geen vering, terwijl latere series de "Indian Cushion Cartidge" bladveer aan de voorkant kregen. Er was een twee- of drieversnellingsbak met handschakeling aan boord. Dit Model O werd meteen het eerste slachtoffer van de opkomende auto-industrie. Het was weliswaar licht, smal en handelbaar, maar de klanten waren slechts geïnteresseerd in zwaardere, sportieve motorfietsen. Dat gold juist niet voor de suffragettes, geëmancipeerde vrouwen die wél in dit lichte motorfietsje geïnteresseerd raakten. Daardoor kreeg de machine de naam een "vrouwenmotorfiets" te zijn. Bovendien kwam de machine in 1917, het jaar dat de Verenigde Staten betrokken raakten bij de Eerste Wereldoorlog, op de markt. Het werd geen verkoophit, en kreeg zelfs de spotnaam "Model Nothing". In 1919 ging het Model O dan ook weer uit productie.
- Powerplus: In de tweede helft van de jaren tien begon de invloed van de opkomst de auto merkbaar te worden voor de motorfietsfabrikanten. Vooral de populaire Ford Model T trok veel potentiële klanten weg van de motorfiets. Daarom besloot men zich bij de Hendee Mfg. Co. meer te gaan richten op zware, sportieve modellen. In 1916 verscheen een nieuwe, 42° v-twin, de 1.000 cc Powerplus. Deze door Charles Gustafson ontworpen en ontwikkelde motor werd bijzonder succesvol en zou tot in 1924 in productie blijven. Hij vormde vanaf zijn verschijnen ook de basis voor de wedstrijdmotoren van Indian. In 1918 haalde een Powerplus racemotor met bovenliggende nokkenassen een snelheid van 120 mijl per uur (193 km per uur). Van deze machine verscheen ook een achtkleps productie-board track racer, die te koop was voor $ 375,=. Er werden er maar weinig van gebouwd, maar de machines die aan de fabrieksrijders werden toevertrouwd wonnen vrijwel alle wedstrijden waaraan ze deelnamen.

### Jaren twintig

#### Algemeen
In 1920 werd Bert le Vack bij de Londense dependance van het bedrijf in dienst genomen. Hij werkte aan de doorontwikkeling van de 8-kleps V-twin. In 1922 nam Indian het bedrijf Miami over en in 1926 ook de productie van de vroegere ACE-viercilinders. In 1923 was Indian de eerste producent ter wereld die meer dan een kwart miljoen motorfietsen had geproduceerd. Tegen het einde van de jaren twintig ging het erg slecht met het merk Indian. De sportieve successen bleven achterwege en Indians moesten regelmatig het hoofd buigen voor machines van Harley-Davidson. Men ging over op de productie van schokdempers voor auto's, ventilatoren en buitenboordmotoren, waardoor de situatie echter nog verslechterde. De erven van Oscar Hedstrom, die zich bezighielden met de ontwikkeling en productie, waren enthousiaste “motormensen”, maar de opvolgers van Hendee, die zich met de dagelijkse leiding van het bedrijf bemoeiden, waren samen met de investeerders en banken meer geïnteresseerd in het optimaal benutten van de productiecapaciteit. Er werd zelfs kapitaal uit het bedrijf weggesluisd. In 1928 werd de bedrijfsnaam veranderd in “Indian Motocycle Co” (zonder "r"). De in deze periode geïntroduceerde "Scout" en "Chief" modellen werden bijzonder populair en hadden een goede reputatie op het gebied van kracht en betrouwbaarheid. Daardoor kon het bedrijf in weerwil van het mismanagement én de concurrentie van Harley-Davidson en Excelsior het hoofd boven water houden.

#### Overname van Ace
In 1927 nam Indian de Ace Motor Corporation over. Daardoor kreeg men de beschikking over de viercilinder lijnmotoren van dat merk, die aanvankelijk nog als Indian-Ace verkocht werden, maar al spoedig uitsluitend als "Indian". Arthur O. Lemon kwam als hoofdingenieur van Ace mee naar Indian. Hij was een kenner van de viercilinders, die feitelijk in de jaren tien waren ontwikkeld door Henderson en na de overname van Henderson in 1917 "Excelsior" waren gaan heten. Lemon was al in 1915 bij Henderson in dienst getreden en ook mee gegaan naar Excelsior. Henderson had na de verkoop van zijn fabriek zelf het merk "Ace" opgericht. Gedurende korte tijd reden er daardoor viercilinders onder de merknamen Ace, Excelsior, Henderson, Indian-Ace en Indian rond.

#### Modellen jaren twintig
- Scout: Na de Eerste Wereldoorlog besloot men een 42° V-twin uit te brengen die met zijn 606cc-motor en lagere bouw veel handelbaarder én goedkoper was dan de zware Powerplus. Deze door Charles Gustafson en Charles Franklin ontwikkelde machine kreeg de naam "Scout" en werd onmiddellijk een succes. Er was een semi-unit versnellingsbak ingebouwd. Deze was weliswaar gescheiden van de motor zelf, maar aan het carter gebout, en de primaire aandrijving kon daardoor geschieden met behulp van een tandwielset. De versnellingsbak zelf had een aluminium carter en een eigen oliebad. Het frame was nieuw ontworpen door Franklin en was laag gebouwd met een lange wielbasis. Ook in heuvelklim en dirttrack wedstrijden werd de Scout een populaire machine. De Scout werd, met een aantal doorontwikkelingen, in verschillende versies geproduceerd tot 1949.
- Chief en Big Chief: De Chief verscheen in 1922 met de 1.000cc-motor die gebaseerd was op die van de Powerplus, maar al in 1924 werd de Big Chief uitgebracht, met een cilinderinhoud van 1.200 cc, waarschijnlijk in navolging van de modellen van Harley-Davidson. In 1928 werd de machine uitgerust met een voorrem.
- Prince: Rond 1925 wilde men mensen aansporen te beginnen met motorrijden. Daarvoor werd een kleine, lichte motorfiets ontworpen, die verkocht werd met de slogan "You can learn to ride it in five minutes”. Deze machine had een 344 cc eencilinder zijklepmotor, een girdervoorvork met een schroefveer en een verlaagd, geveerd zadel (achtervering ontbrak). Er was slechts één trommelrem aanwezig, in het achterwiel. De Prince had drie versnellingen. De wigvormige tank die bij de Scout en Chief modellen en aanvankelijk ook bij de Prince was gebruikt, werd vanaf 1926 bij de Prince vervangen door een meer afgeronde, op Europese leest geschoeide tank. Het zadel was verlaagd en het stuur verlengd, zodat ook kleine personen er gemakkelijk bij konden.
- Indian-Ace, 401 en 402: Van 1927 tot 1928 werd de Ace-viercilinder ongewijzigd verkocht als Indian-Ace en Indian 401, maar in 1928 was Arthur O. Lemon klaar met de doorontwikkeling van de motorfiets, die vanaf dat moment Indian 402 ging heten. De 402 had een meer betrouwbare motor, maar ook het frame van de Scout en een verbeterde voorvork. De machines hadden kop/zijklepmotoren van het IOE (Inlet Over Exhaust)-type, waarbij de inlaatklep dus als kopklep en de uitlaatklep als zijklep was uitgevoerd.
- 101 Scout: In 1927 werd de motor van de Scout vergroot tot 745 cc, als antwoord op het succes van de Excelsior Super X. Deze 101 Scout had een nieuw, door Franklin ontwikkeld frame, waardoor de stabiliteit toenam. Door het begin van de crisis verdween dit model weer rond 1932, het blok werd in een Chief frame gehangen en zo ontstond de "Standard Scout".

### Jaren dertig

#### E. Paul Du Pont
De broers E. Paul en Francis Du Pont behoorden tot de schatrijke Du Pont familie die het chemische bedrijf DuPont bezat. De broers hadden hun eigen automerk Du Pont Motors opgericht en waren al sinds 1923 aandeelhouders van de Hendee Mfg. Co. In 1930 overtuigde Paul Du Pont zijn broer Francis om hun automerk Du Pont te laten samensmelten met Indian. Om hun oorspronkelijke investering van $ 300.000,= terug te verdienen was feitelijk een volledige overname van het bedrijf nodig. Daartoe kocht Paul een groot aandelenpakket. Dat was de redding van de Indian Motocycle Co., want door het slechte, zelfs criminele management had het bedrijf de gevolgen van de Grote Depressie zonder hem niet kunnen overleven. Du Pont ontdekte dat het management productiekapitaal had verduisterd. De managers verlieten het bedrijf om een aanklacht te voorkomen. Het familiebedrijf DuPont produceerde chemische producten, waaronder verf, waardoor vanaf 1934 Indians in liefst 24 kleuren leverbaar werden. In die tijd verscheen ook de getooide Indianenkop op de tank. Paul Du Pont installeerde de productiemanager van de autofabriek Loring F. Hosley als productiemanager van Indian en Briggs Weaver werd hoofdingenieur. Tevens werd de Du Pont H, een auto met een Continental-achtcilindermotor, bij Indian geassembleerd tot het faillissement van de autofabriek in 1933. Du Pont verkoos duidelijk de motorfietsproductie boven die van de auto's, hoewel de laatste in de jaren dertig een grotere overlevingskans hadden. Waarschijnlijk had hij simpelweg meer persoonlijke interesse in motorfietsen. Indian bleef met veel moeite bestaan, net genoeg producerend om een faillissement te voorkomen, maar van de productiecapaciteit werd in 1933 slechts 5% daadwerkelijk benut. Du Pont beëindigde onmiddellijk alle niet-motorfietsgerelateerde productie. Weaver ontwierp nieuwe, indertijd moderne lijnen voor de motorfietsen en Hosley moderniseerde de productie, waardoor Indian binnen tien jaar weer een goed lopend bedrijf werd. Paul Du Pont verleende hand-en-spandiensten als testrijder, maar ook als technisch ingenieur.

#### Modellen jaren dertig
- Standard Scout: De Standard Scout verscheen in 1932 en was eigenlijk een "spaarmodel". Het uitstekende frame van de 101 Scout verdween en het blok werd in een veel zwaarder Chief-frame gehangen. Dit waren allemaal besparingsmaatregelen om de gevolgen van de crisis op te vangen. Daardoor werden er relatief weinig Standard Scouts geproduceerd en het model verdween weer in 1937. De Standard Scout was wel populair bij politiekorpsen vanwege zijn rustige motorloop en het lage brandstofverbruik.
- Sport Scout: De Sport Scout verscheen in 1934 als reactie op het matige enthousiasme voor de Standard Scout. De Sport Scout was lichter en had een kortere wielbasis, waardoor de machine beter handelbaar was.
- Scout Pony, Thirty-Fifty en Junior Scout: De Scout Pony verscheen in 1932 tegelijk met de Standard Scout, maar had een 500cc-motor. Omdat dit overeenkomt met 30.5 cubic inches, werd de machine later "Thirty-Fifty" en "Junior Scout" genoemd. De machine werd verkocht als damesmotorfiets en de productie eindigde in 1941. Na de oorlog werden opnieuw 500 cc Scouts geproduceerd, onder de naam 640 B, afgeleid van het militaire model.
- 402: In 1936 werd het IOE-principe van de viercilinder motor omgedraaid, de inlaatklep werd zijklep en de uitlaatklep werd kopklep. Daarmee kreeg de machine de bijnaam "Upside-Down-Indian". Hierdoor leverde de motor weliswaar meer vermogen, maar het resulteerde ook in warmteproblemen in de cilinderkop én het kruis van de bestuurder. Bovendien werd het onderhoud moeilijker. Indian draaide het in 1938 weer terug.

### Jaren veertig

#### Algemeen
In 1940 kregen alle Indian modellen de enorme spatborden waar het merk misschien wel het meest bekend door is geworden. In dat jaar verkocht Indian bijna evenveel motorfietsen als concurrent Harley-Davidson, maar daarnaast produceerde men in de jaren veertig ook weer bijproducten, zoals vliegtuigmotoren, fietsen, scheepsmotoren en airconditioners. Op de Chief en de 440 werd plunjervering geïntroduceerd, waarmee Indian zelfs een voorsprong nam op Harley-Davidson, dat nog geen achtervering leverde. De Chief werd in two-tone kleuren geleverd en was met voorsprong de meest comfortabele en luxueuze motorfiets op de Amerikaanse markt. De Scout en de viercilinders verdwenen rond 1949.

#### Tweede Wereldoorlog
In de aanloop naar de oorlog was Indian al in een strijd met Harley-Davidson verwikkeld om militaire motorfietsen aan het Amerikaanse leger te mogen leveren. Daarvoor werden Scout-modellen aangepast, maar ook een grote 1.200cc-motor op basis van de Chief. Uiteindelijk zou Indian slechts ca. 45.000 motorfietsen aan het leger leveren, voornamelijk omdat de Indians niet zo goed waren als de Harley-Davidson WLA "Liberator". Het bedrijf leed echter forse verliezen tijdens en na de oorlog, waarschijnlijk veroorzaakt door een misverstand tussen Indian Motocycle Co. en het Department of War. In 1943 ontwikkelde men op verzoek van dit ministerie de 841, met een langsgeplaatste motor, asaandrijving en een hydraulisch gedempte girdervork. Nadat Indian enorme investeringen had gedaan in de ontwikkeling van deze motorfiets en zelfs al 1.056 exemplaren klaar had staan, besloot het ministerie dat de Jeep een veel praktischer licht vervoermiddel voor de strijdkrachten was. Daar kwam nog bij dat het Department of War weigerde te betalen voor de enorme voorraad onderdelen die inmiddels was opgebouwd. Dit kostte het bedrijf $ 411.789,=. De onderdelen, genoeg voor ongeveer 12.000 motorfietsen, moesten worden verkocht aan dealers en schroothandelaren. Bovendien waren alle productiemiddelen door de grootschalige oorlogsproductie uitgewoond waardoor Indian aan het einde van de oorlog een versleten machinepark en een lege kas had.

#### Torque Engineering Company
Hoofdingenieur Briggs Weaver vertrok in 1944 samen met drie leden van de staf naar de Torque Engineering Company. Dit bedrijf was opgericht door familieleden van R.S. Stokvis, Jean en Paul Stokvis. Een deel van de Joodse familie Stokvis was naar de Verenigde Staten gevlucht. Jean en Paul hadden $ 850.000,= van hun Zwitserse bankrekening opgenomen en hadden plannen om lichte motorfietsen in de Verenigde Staten te introduceren. Die zouden worden gebaseerd op de Britse één- en tweecilinders. In 1945 trokken zij zich echter terug uit het bedrijf en verkochten het aan Ralph Burden Rogers, die al een aantal bedrijven bezat waar luchtontvochtigers, airconditioners, dieselmotoren en generatoren geproduceerd werden. Rogers investeerde ca. 4,5 miljoen dollar in Indian. 20% Van de aandelen kwam in bezit van de firma Atlas-Titeflex. Rogers was van plan de productie weer op te starten met nieuwe productiemachines en gereedschap en zijn andere fabrieken zouden ruimte moeten maken voor de productie van Indian motorfietsen. Dat was nodig omdat de "Wigwam" inmiddels een vervallen gebouw was, de machines versleten en de gereedschappen grotendeels verdwenen. Het personeel en het management waren uitgeput van alle inspanningen tijdens de oorlog. Er werd een tweetal nieuwe modellen gepresenteerd. De Chief uit 1940 werd opgelapt om in het zware segment te blijven acteren, maar zijn zijklepmotor was hopeloos ouderwets vergeleken met Harley's "Panheads". De nieuwe "Torque" modellen bleken echter niet goed doorontwikkeld te zijn. Klanten en dealers riepen om het terug brengen van de vooroorlogse Scouts, maar Rogers had geen geld om nieuwe machines te ontwikkelen of zelfs de oude Sport Scout aan de moderne tijd aan te passen. Daar kwam nog bij dat zowel de ontwikkelings- als de productiekosten van de Silver Arrow en de Super Scout veel te laag geraamd waren, waardoor ze erg duur werden en bovendien moest een extra investeerder gevonden worden.

#### Brockhouse Engineering
Die benodigde investeerders zocht Rogers in het Verenigd Koninkrijk, waar hij ook naartoe reisde om te onderzoeken of Indian Motocycles wellicht Britse machines zou kunnen importeren. Hij vond gehoor bij John Brockhouse, van het bedrijf Brockhouse Engineering. Brockhouse bezat een ijzergieterij, een verenfabriek, een aanhangwagenfabriek en andere metaalbewerkingsbedrijven. Tijdens de oorlog had Brockhouse de Welbike, een militaire vouwscooter voor parachutisten, geproduceerd. Omdat Brockhouse zijn scootertjes wel wilde exporteren zag hij wel wat in de plannen van Rogers en hij investeerde 1,5 miljoen dollars in Indian Motocycles.

#### Frederick B. Stote, het Paard van Troye
Als tegenprestatie voor zijn investeringen plaatste Brockhouse een van zijn werknemers, Frederick B. Stote, in de directie van Indian, waardoor hij zeggenschap kreeg over het dealernetwerk van Indian. Dat opende de weg voor de export van Engelse motorfietsen naar de VS. In 1949 werd het Britse Pond 30% gedevalueerd, waardoor Britse motorfietsen in de USA ca. 20% goedkoper werden. Daardoor werden de nieuwe Indians, met name de in 1949 ontwikkelde 250 Warrior, veel te duur. Stote begon in die tijd rapporten aan Brockhouse te sturen waarin hij Rogers beschuldigde van wanbeleid op het gebied van marketing en constructie, en bovendien zou Rogers tweedracht onder het personeel zaaien. De afgevaardigden van Atlas-Titeflex namen het op voor Rogers, maar de banken steunden Stote. Rogers verweerde zich wel, maar trad in 1949 af als directeur. Uiteindelijk bleken de beschuldigingen deel uit te maken van een zorgvuldig voorbereide operatie van Brockhouse. Rogers was zijn investering van 4,5 miljoen dollar kwijt en mocht zelfs de Super Scout waar hij zelf op reed, niet als souvenir houden.

#### Modellen jaren veertig
- 440 en 441: De 402 viercilinder evolueerde in 1940 tot de 440. Er was nu plunjer-achtervering toegepast en de machine had de enorme spatborden gekregen die vanaf dat jaar op alle modellen werden toegepast. De motor had nog steeds kop/zijkleppen. In 1941 veranderde de naam in 441. In 1942 werd de productie van de viercilinders beëindigd.

##### Militaire motorfietsen
In de aanloop naar de Tweede Wereldoorlog ging Indian de concurrentiestrijd met Harley-Davidson aan om militaire motorfietsen te mogen leveren. Indian ontwikkelde daarvoor een aantal modellen:
- CAV/340 Military Chief: Indian sleepte de eerste order voor 5000

Chiefs 340 aan Frankrijk in de wacht, bloknummer start met CAV in plaats van CDO.
Toen halverwege de levering Frankrijk gedwongen werd tot overgave aan de Duitsers, nam in het diepste geheim Groot-Brittannië de order over.
De reeds geleverde Chiefs vielen veelal in Duitse handen, die er gretig gebruik van maakten, tot aan het Oostfront aan toe.
De aan Groot-Brittannië geleverde machines werden aan Canada en het vrije Poolse leger toevertrouwd.
- 640 Military Scout: In eerste instantie verscheen de 640 Military Scout. Dit was feitelijk niet veel meer dan een teruggetunede en groen gespoten Sport Scout, maar met zijn 750 cc ging deze machine de concurrentie met de groene Harley's nadrukkelijker aan dan de 500 cc 741. Maar de 640 was te zwaar en te duur om serieus tegenwicht te bieden aan de Harley-Davidson WLA.
- 741: De 741 was weliswaar lichter dan de 640, maar had ook maar een 500 cc Scout Pony motor en was met zijn 15 pk bij 4.800 tpm veel minder sterk dan de Harley. Deze machine woog ca. 204 kg en haalde een topsnelheid van 105 km per uur. De drieversnellingsbak was handgeschakeld. De 741 ging in 1944 uit productie, in totaal ruim 30.000 stuks gebouwd.
- 841: De 841 was uitsluitend voor militair gebruik ontworpen en geïnspireerd op de BMW R 71. Deze machine week dan ook volledig af van de overige Indian-modellen. Hij had een langsgeplaatste V-twin met asaandrijving. Het was ook de enige militaire Indian met plunjervering achter. De 841 was speciaal ontwikkeld voor de woestijn, en daarvoor was kettingaandrijving te kwetsbaar. De machine concurreerde met de Harley-Davidson XA en van beide modellen werden ongeveer 1.000 exemplaren gebouwd. De 841 had ook al voetschakeling en een handbediende koppeling.
- 344: Uiteindelijk maakte Indian nog een 1.200 cc versie voorzien van een Chief-motor. Dit model kreeg de naam "344". Er werden er slechts 1.000 van gebouwd.

De Scout modellen verdwenen al vlug na de overname door Rogers van het toneel. In plaats daarvan ontwikkelde Torque Engineering nieuwe modellen, die allemaal dezelfde 217 cc cilinders kregen. Aanvankelijk zouden ze slechts 180 cc per cilinder meten, maar het daardoor geleverde vermogen was absoluut te laag. Zo ontstonden de 149 Silver Arrow, een 217 cc eencilinder, en de 249 Super Scout, een 434 cc staande twin. Vanwege deze vorm van modulair bouwen moesten geheel nieuwe motorblokken worden ontwikkeld. Ze hadden kopkleppen, waarbij de stoterstangen vóór en achter de cilinder stonden. Ze stonden los van die cilinder, een zeldzaam principe dat ooit door Zündapp op de 9-092 vliegtuigmotor en de DS 350 motorfiets werd toegepast. Naast deze modellen zou de Chief als zware motorfiets blijven bestaan. Aanvankelijk voldeden de machines goed; ze waren gemakkelijk in het gebruik, startten goed en leverden een redelijk vermogen. De Indian klanten waren gewend hun Scouts en Chiefs behoorlijk te "mishandelen". Met hun eenvoudige zijklepmotoren waren ze daar wel tegen bestand, maar de Silver Arrow en de Super Scout kregen problemen met de drijfstanglagers, het kleppenmechanisme, de ontstekingsmagneten, het schakelmechanisme en de overbrenging.
- 149 Silver Arrow: De Silver Arrow kreeg naar Engels voorbeeld een handkoppeling en voetschakeling met een losse (pre unit) versnellingsbak. Het frame was identiek aan dat van de 249 Super Scout, maar de plunjervering achter was bij de Silver Arrow alleen als optie leverbaar. Vóór was een hydraulisch gedempte telescoopvork ingebouwd. Er was een Edison magneetontsteking toegepast. Zowel de primaire- als de secundaire aandrijving geschiedden met een ketting. Hoewel het slechts een 217cc-motortje betrof, kon de Silver Arrow met accessoires worden opgebouwd alsof het een zwaar toermodel betrof: men kon een toerruit, een set verstralers en een kofferset bestaande uit twee leren saddlebags bestellen.
- 249 Super Scout: De Super Scout leverde 25,5 pk bij 7.000 tpm. Dat was niet veel minder dan dat van een 500 cc BSA A7, maar toch werd de kleinere cilinderinhoud als een nadeel beschouwd. De opbouw van de 434 cc paralleltwin liet slechts één carburateur toe, waardoor een sportiever model niet ontwikkeld kon worden.
- 250 Warrior: Uiteindelijk werd uit de Super Scout alsnog een "echte" 500cc-motor ontwikkeld, die door een 4,2 mm grotere boring op 498 cc kwam. De machine kwam in 1950 op de markt en kreeg de naam "Warrior". Deze Warrior was een goede motorfiets, maar de klanten liepen er met een boog omheen, nadat de reputatie van het merk Indian en met name de staande twins verknoeid was door de Super Scout. Een sportief model kon ook uit de Warrior niet ontwikkeld worden. In 1952 ging de Warrior uit productie, nadat er slechts 450 exemplaren gemaakt waren.
- 880 cc prototype: Hoewel de originele viercilinder al in 1942 uit productie was gegaan, plande Torque Engineering in 1947 toch een opvolger. Dat zou eveneens een langsgeplaatste motor worden, maar nu met asaandrijving en een kopklepmotor. Door de toepassing van vier 217 cc cilinders kwam de cilinderinhoud in werkelijkheid slechts op 870 cc. Men kwam echter niet verder dan één prototype.
- Chief, Chief Roadmaster: Door het vele plaatwerk dat vanaf 1940 werd toegepast, was de Chief veel zwaarder geworden. Toch was de motor intussen doorontwikkeld, waardoor een topsnelheid van 137 km per uur haalbaar was. In 1946, inmiddels onder verantwoordelijkheid van Torque Engineering, verscheen een nieuwe Indian Chief, die de kleinere Scout verdrong. Deze nieuwe motorfiets had een nieuwe hydraulisch gedempte Girder voorvork met een schroefveer gekregen. De veerweg vóór steeg daarmee van ca. 5 cm van de oude bladgeveerde vork naar ca. 13 cm. Hoewel de machine in two-tone kleuren leverbaar was, bleef "Indian Red" de favoriete kleur van de klanten. Aan de achterkant bleef de plunjervering gehandhaafd, maar de vering werd wel soepeler. In de jaren veertig werd voor de Chief ook een speciaal, geveerd, zijspan leverbaar. De "Roadmaster" was de luxe versie, met two-tone kleuren, een toerruit en zadeltassen.

Arrow buitenboordmotor: Eind jaren veertig ging men onder de typenaam "Arrow" een buitenboordmotor produceren. Deze motor was een ernstige misrekening en eigenlijk een blunder. Hij was veel te zwaar om gebruikt te worden door vissers, die aan een klein, licht motortje genoeg hadden, maar niet sterk genoeg voor mensen die sportief wilden varen. Aan het trekken van een waterskiër viel helemaal niet te denken.
- Vindian: Rogers was er tegen het einde van de jaren veertig wel van overtuigd dat de Chief aan modernisering toe was, en wellicht kon ook de oude Scout opgewaardeerd worden. Daar had hij zelf echter de middelen niet voor. Hij stuurde een Chief-rijwielgedeelte naar Philip Vincent (van de Vincent motorfietsen). Vincent monteerde een Vincent Rapide 1.000 cc V-twin in het frame en ook het schakelmechanisme werd om aan de Amerikaanse wensen tegemoet te komen omgebouwd naar tankschakeling met een voetkoppeling. Hoewel men bij Indian Motocycles enthousiast was over het resultaat, wilde Brockhouse er niets van weten. Hij kon immers geen concurrentie voor zijn Britse motorfietsen op de Amerikaanse markt gebruiken. Vincent daarentegen was zelf financieel niet erg sterk en wilde graag zijn blokken aan Indian leveren. Zowel Vincent als Indian konden het model niet op eigen kracht doorontwikkelen. De enige mogelijkheid was de Indian Chief zélf door te ontwikkelen, resulterend in de Blackhawk Chief van 1950.

### Jaren vijftig

#### Algemeen
Aan het begin van de jaren vijftig leverde Indian drie hoofdproducten, die allemaal als mislukt beschouwd konden worden: de onverkoopbare Arrow buitenboordmotor, de ouderwetse en trage Brave en de even ouderwetse Chief. Men begon met de import van Britse machines, met name van Royal Enfield, die onder de naam "Indian" werden verkocht. Het succes was nogal beperkt, want Britse motorfietsen waren weliswaar populair in de Verenigde Staten, maar Triumph, Norton en BSA vochten op de Amerikaanse markt al een harde concurrentiestrijd uit, in een segment (sportieve motorfietsen) waar Indian helemaal niet in paste.

#### Opsplitsing van Indian
De financiers besloten na het vertrek van Rogers het bedrijf op te splitsen. De Indian Sales Co., met Stote als directeur, werd importeur van de Britse merken Douglas, AJS, Matchless, Royal Enfield, Excelsior, Norton en Vincent-HRD. Atlas-Titeflex, eigenlijk een fabrikant van vliegtuigonderdelen, kreeg de leiding over de productie van Indian motorfietsen. Voor Titeflex was de productie van de Chief het belangrijkste, maar tot 1952 werden ook nog kleine series van de Warrior geproduceerd, in totaal echter slechts 450 stuks. Van de staande twins Warrior en Super Scout werden in totaal slechts ca. 10.000 exemplaren gebouwd, terwijl er minstens 150.000 begroot waren. Er werden door Titeflex ook slechts 3.400 Chiefs verkocht, waardoor men al in 1953 besloot de productie van het merk Indian helemaal te beëindigen. Daardoor verdween Titeflex feitelijk van het toneel, omdat er niet meer geproduceerd werd, maar in de jaren negentig dook het bedrijf weer op tijdens een juridische strijd om de merknaam "Indian". Er werd nog wél verkocht: Britse producten van Brockhouse en later Royal Enfield, waardoor de Indian Sales co. nog enige jaren voortbestond.

#### Modellen jaren vijftig

##### Atlas-Titeflex Indians
- Brave en Indian Papoose: Vanaf 1950 leverde de Indian Sales Co. ook twee Britse producten die onder de naam "Indian" verkocht werden. Deze vorm van badge-engineering zou het merk gedurende de jaren vijftig drijvende houden. Dit waren de Corgi, de burger versie van de Welbike, die onder de merknaam Indian Papoose verkocht werd, waarschijnlijk via het warenhuis Sears, en een 250 cc eencilinder, die speciaal voor Indian in het Verenigd Koninkrijk gebouwd werd. Ook de Brave werd waarschijnlijk bij Brockhouse geproduceerd. Britse motorfietsen waren in die tijd vrij populair in de Verenigde Staten, juist vanwege hun sportieve uiterlijk en prestaties. Maar de Brave was juist een saaie commuter bike, met een zwakke zijklepmotor, waar niemand op zat te wachten. Toch wilde men bij Indian waarschijnlijk juist goede sier maken met de Britse afkomst. Naast het Indian-logo stond "Made in England" en er waren ook stickers aangebracht met de tekst "Manufactured in Great Britain for Indian Motor Cycle Company".

##### Tegensprekende bronnen
Over de productieaantallen zegt Harry Sucher in zijn boek "The Iron Redskin", dat er in totaal van de Indian Papoose én de Brave slechts enkele honderden exemplaren zijn verkocht, maar Norman Parkinson, die als technisch tekenaar bij Brockhouse werkzaam was, dacht dat alleen van de Brave al 13.000 tot 15.000 exemplaren geproduceerd waren, vrijwel uitsluitend voor de Amerikaanse markt.
- Blackhawk Chief en Blackhawk Chief Bonneville: In 1950 werd de Chief op een cilinderinhoud van 1.300 cc gebracht, en er werd nu ook een telescoopvork met hydraulische demping toegepast, in navolging van Harley-Davidson, dat in 1949 de Hydra-Glide met een dergelijke voorvork had gepresenteerd. Het bedrijf was echter in financiële problemen gekomen, stond in de schaduw van Harley en van deze machine werden slechts weinig exemplaren gebouwd. De Blackhawk leverde 44 pk en had dezelfde topsnelheid (95 mph) als zijn voorganger, maar het koppel was aanmerkelijk beter. De machine had vier versnellingen. Sportieve rijders konden kiezen voor de "Bonneville" uitvoering, die hogere nokkenassen, gepolijste inlaatpoorten en een grotere carburateur had en 100 mph kon halen. In 1953 werd de productie beëindigd.

##### Royal Enfield Indians
In 1955 verschenen er weer Indian motorfietsen op de Amerikaanse markt. Ditmaal was men een verbintenis aangegaan met het Britse merk Royal Enfield. Er werd dus weer badge-engineering toegepast: de Royal Enfield machines kregen een "Indian" logo op de tank, maar er waren ook aanpassingen voor de VS aangebracht. Zo kregen bijna alle modellen een "Real Western" type stuur.
De Trailblazer, Apache en Chief kregen de 700 cc tweecilinder motor die ook in de Royal Enfield Constellation en Super Meteor was toegepast
- De Trailblazer wás eigenlijk een Royal Enfield Super Meteor, een toermotorfiets met twee carburateurs die niets Amerikaans had. Deze machine had dan ook 19 inch wielen. Hij werd als Indian geproduceerd van 1955 tot 1959. Waarschijnlijk werden er 2.310 exemplaren verkocht.
- De Apache was een sportmotor met een snellere Royal Enfield Constellation motor en aluminium spatborden. Als Indian werd de machine geleverd van 1957 tot 1959. Waarschijnlijk werden er 455 exemplaren verkocht.
- De nieuwe Chief was klassiek Amerikaans uitgevoerd, met 16 inch wielen en whitewall tires, grote spatborden en een enkel zweefzadel. Op het voorspatbord zat het bekende indianenkopje. De motor was aanvankelijk die van de Super Meteor, maar latere modellen kregen de specificaties van de Constellation. De Chief werd geproduceerd van 1958 tot 1961. Waarschijnlijk werden er 800 exemplaren verkocht.

De Tomahawk, Woodsman en Westerner waren de 500cc-modellen van Royal Enfield die onder het Indian-logo werden verkocht.
- De Tomahawk was een paralleltwin, en daarmee feitelijk een kleine versie van de Trailblazer. Feitelijk was het de Royal Enfield Meteor Minor. Als "Indian Tomahawk" werd de machine van 1955 tot 1959 geleverd.
- De Woodsman was een scrambler, gebaseerd op de eencilinder Royal Enfield Bullet 500, met een omhooggebogen uitlaat, die als wedstrijdmotor voor enduro's werd verkocht. De productie liep eveneens van 1955 tot 1959.
- De Westerner was eveneens een 500 Bullet, maar met een lage uitlaat, racemagneet en een Amal TT-carburateur, die als crossmotor werd verkocht, echter in zeer kleine aantallen in 1957 en 1958.
- De Fire Arrow en Hounds Arrow waren 250 cc Royal Enfields die als Indian werden verkocht. Aanvankelijk hadden ze de semi-unit kopklepmotor van de Royal Enfield Clipper, maar later werden blokmotoren toegepast. De Fire Arrow was de toerversie, de Hounds Arrow was de scrambler. Ze werden geleverd van 1957 tot 1959.
- Lance Arrow: De Lance Arrow was een 150 cc tweetakt, gebaseerd op de Royal Enfield Ensign. Vanaf de fabriek werden de meeste machines geel gespoten, maar de verkoop onder de naam Indian behelsde slechts enkele exemplaren. De uitlaat was bij het achterwiel omhooggebogen, maar toch was de Lance Arrow een toermotorfiets. De Amerikaanse import liep van 1957 tot 1959.
- Patrol Car (Pashley): Als tegenhanger voor de Harley-Davidson Servi-Car importeerde men ten slotte een gelijksoortige triporteur, die in de Verenigde Staten "Indian Patrol Car" heette, maar aan het politiekorps van Toronto werden ze geleverd onder de naam "Pashley". Dat was niet verwonderlijk, want feitelijk waren het Pashley Pelican modellen, geproduceerd door Pashley Cycles in Stratford-upon-Avon. Pashley gebruikte de voorkant van een 350cc-motorfiets, zoals een BSA of een Royal Enfield. Daarmee waren de Patrol Cars aanmerkelijk lichter dan de originele Servi-Car. Omdat de politiemensen gewend waren aan een voetkoppeling gecombineerd met tankschakeling, werden de Patrol Cars en de Pashley's hieraan aangepast.

### Jaren zestig

#### Associated Motor Cycles
De Indian Sales Co. werd in 1959 overgenomen door het Britse Associated Motor Cycles, een concern dat al was samengesteld uit de merken AJS, Francis-Barnett, James, Matchless en Norton. AMC bestond feitelijk dankzij de badge-engineering van een aantal van deze merken, die simpelweg met verschillende tankbadges werden geleverd. Daarnaast werden soms ook motorfietsen samengesteld met onderdelen van verschillende merken. Waarschijnlijk maakte een logo meer of minder niet veel uit, en dacht men met de naam "Indian" wat makkelijker toegang te krijgen tot de Amerikaanse markt. Omdat het contract met Royal Enfield voor de levering van 500 motorblokken nog doorliep, werden motorfietsen met Royal Enfield én AMC-blokken verkocht tot in 1961, toen de Royal Enfield 700 cc blokken geleverd waren. De Indian Sales Co. werd in 1962 min of meer buitenspel gezet. Het was immers nog uitsluitend importeur van Britse motorfietsen met een Indian-logo, en Norton hád al een importeur: De Berliner Motor Corporation, die vanaf dat jaar de import en verkoop overnam. Indian Sales Co. was nog slechts een naam, die in 1966 over ging naar Norton-Matchless Ltd, inmiddels een dochteronderneming van Norton-Villiers. Mogelijk werd de naam, van geen enkel belang voor Norton-Villiers, verkocht aan Floyd Clymer.

#### Sammy Pierce
Ergens tussen 1955 en 1965 deed de voormalige Indian-dealer Sammy Pierce in Californië pogingen om, na het verdwijnen van de laatste Chief, het merk Indian nieuw leven in te blazen door uit oude onderdeelvoorraden Indians te bouwen. Hij deed dat niet onder de naam "Indian", maar noemde zijn machines "American Indian" of "Super Scouts". Zijn geldelijke middelen waren echter beperkt en de voorraden waren niet onuitputtelijk. Hij bouwde ongeveer 50 machines, die intussen bijna allemaal gekannibaliseerd zijn om "echte" Indians in leven te houden.

#### Floyd Clymer Motorcycle Division Los Angeles
Eind jaren zestig begon de Amerikaanse uitgever Floyd Clymer (bekend van de "Clymer" technische handboeken) met de import van lichte Italiaanse Italjet motorfietsjes, die hij weliswaar onder de naam "Indian Papoose" verkocht, maar waarschijnlijk na de rechten op deze naam gekocht te hebben van AMC. Dit waren minibikes met een 50 cc Minarelli-tweetaktmotortje. Waarschijnlijk had Dennis Poore, de nieuwe eigenaar van AMC, geen belang bij de naam "Indian", zeker zolang die voor dergelijke kleine motorfietsjes werd gebruikt. De minibikes lagen in een ander marktsegment dan de AMC-modellen, en bovendien had men zich druk te maken over grotere problemen. AMC was door Poore omgevormd tot Norton-Villiers. Het leed ernstig verlies en moest bovendien - ook op de Amerikaanse markt - concurreren met de succesvolle modellen van Triumph en BSA én men had te maken met de opkomende Japanse industrie. Clymer maakte een afspraak met Leopoldo Tartarini, de eigenaar van Italjet, om grote motorfietsen te gaan produceren, gebaseerd op de Italjet Grifon, maar met Royal Enfield Interceptor 750 cc paralleltwins en later met Velocette Thruxton en Venom 500 cc eencilinders.

##### Tegensprekende bronnen
Volgens Charles G. Proche in "Motor" nr. 34 uit 1974 had Clymer de Münch fabriek in Duitsland in 1966 gekocht en liet hij daar een prototype van een nieuwe Scout maken. Meer aannemelijk is de versie van het online-magazine bma (bma-magazin.de). Daarin kwam het in 1966 weliswaar tot samenwerking tussen Clymer en Münch, die samen plannen ontwikkelden voor een oude Scout zijklepmotor in een nagelnieuw en modern Münch frame. Dit prototype, een vreemde combinatie van moderne en oude techniek kwam niet verder dan een model van hout en staal. Clymer trok zich in 1969 terug uit het samenwerkingsverband omdat hij inmiddels 74 jaar oud was. Volgens het weekblad Motor (juni 1969) had men tot dan toe de verkoop van de Münch 1200 TTS gereserveerd voor de Amerikaanse markt en zou na het vertrek van Clymer nu ook de Europese markt worden bediend. Dit is een meer aannemelijke versie, omdat Münch na het overlijden van Clymer in januari 1970 een nieuwe Amerikaanse investeerder kreeg, maar na diens vertrek zijn bedrijf gewoon kon voortzetten.

#### Modellen jaren zestig

##### AMC-Indian
- Trailblazer, Apache en Chief: Na de overname door AMC werden de Trailblazer en de Apache voorzien van 650cc-Matchless G12 blokken. De Chief behield nog de 700 cc Royal Enfield motor, gedwongen door het nog doorlopende contract met Royal Enfield.
- Typhoon: De Typhoon was de opvolger van de 500 cc terreinmotoren Woodsman en Westerner. Hij kreeg de eencilinder OHC-motor van de Matchless G85 CS crossmotor.
- Pathfinder en Arrow: De 250cc-modellen Pathfinder en de Arrow volgden de Fire Arrow en de Hounds Arrow op, waarbij de Pathfinder de toerversie was en de Arrow de scrambler. De motorblokken kwamen van de Matchless G2 CS.
- Golden Eagle: AMC leverde onder de naam "Indian" niet veel sportieve modellen, waarschijnlijk omdat dit concurrentie voor de eigen sportmotoren AJS Model 31 CSR, Matchless G12 CSR en Norton Dominator zou betekenen. De naam "Indian" was sinds de jaren dertig al niet meer geassocieerd met sportieve modellen. Maar uitgerekend de meest sportieve Matchless, de G50 racer, kreeg een zustermodel bij Indian, weliswaar niet als racer uitgevoerd, maar als zeer sportieve eencilinder sportmotor, onder de naam Golden Eagle.

##### Clymer-Indian
- Indian-Münch prototype: Het eerste project dat Floyd Clymer opzette was een zware motorfiets met een oude Chief zijklepmotor. Hij zocht daarvoor contact met Friedl Münch. De motor werd in een Münch frame gehangen, hetgeen resulteerde in een wanstaltige combinatie van (voor die tijd) moderne techniek en een vooroorlogse zijklepper. Ze kwamen niet verder dan een prototype.
- Indian-Norton prototye: In 1969 bouwde Italjet een prototype met een 750 cc Norton Commando motorblok. De Berliner Corporation zag hier echter grote concurrentie in en voorkwam dat Norton rechtstreeks motorblokken aan Clymer ging leveren. Daardoor kwam het model nooit in productie. Het prototype had kabelbediende Campagnolo schijfremmen, de spatborden van de Indian-Horex en een BMW-koplamp.
- Indian-Horex prototype: In zijn haast om snel een relatief zware Indian op de markt te brengen overwoog Floyd Clymer om, in afwachting van de Italjet-Royal Enfield machines, een serie motorfietsen met Horex motorblokken uit te brengen. Waarschijnlijk werden slechts enkele prototypen gemaakt, waaronder in elk geval een 600 cc tweecilinder. Het frame kwam waarschijnlijk al van Italjet. De keuze voor de Horex-motoren was logisch, want Friedl Münch was in 1956 eigenaar geworden van de productiemachines en de tekeningen van het failliete Horex.
- Indian Minibikes: Van de Minibikes met Minarelli motor die door Italjet werden geproduceerd verschenen een groot aantal typen. Het populairst waren de kleine crossmotoren voor kinderen, die geleverd werden met een automatische versnellingsbak.
- Indian tweetakten: Clymer begon al met de levering van een enorm aanbod aan tweetaktmodellen, waaronder automatische kindermotortjes, crossers, enduromodellen en straatmodellen. Soms hadden ze op de tank "Clymer Indian Münch" staan, waarmee de samenwerking met Friedl Münch weliswaar bevestigd werd, maar ze kwamen van Italjet.
- Indian Enfield 750 en Indian Velo 500: In 1969 presenteerde Clymer twee nieuwe motorfietsen, die beiden vrijwel hetzelfde frame hadden, afgeleid van dat van de Italjet Grifon. De Indian Enfield 750 had de paralleltwin van de Royal Enfield Interceptor en de Indian Velo 500 de staande eencilinder van Velocette. Van die Velo kwamen twee versies, de 37 pk Indian Velo Venom en de 42 pk Indian Velo Thruxton, typenamen die ook door Velocette werden gebruikt. Dit waren absoluut vlotte modellen, maar ze kwamen op de markt op het moment dat de Britse één- en tweecilinders al verbleekten tegen het licht van de snelle, lichte Honda's en bovendien waren de Amerikaanse klanten weliswaar geïnteresseerd in Britse motorfietsen, maar niet in een Italiaans-Britse allegaartje met een Amerikaanse merknaam. Bovendien werden de eerste series geleverd in pastelkleuren, zoals "Salmon-Pink" en "Baby-Blue".

### Jaren zeventig
In 1973 werden er, mede onder invloed van de oliecrisis, in Amerika 1,2 miljoen motorfietsen verkocht. 85% Van de markt was echter al in handen van de Japanse merken Honda, Suzuki, Yamaha en Kawasaki en slechts 5% werd bediend door Harley-Davidson. Floyd Clymer was in de jaren zestig begonnen met de invoer van Italjet minibikes onder de naam "Indian Papoose" en later "Indian", waarschijnlijk na de naam gekocht te hebben van de Indian Sales Co. Deze niet bestaande rechten werden verkocht aan Alan Newman, die zelfs een grote fabriek in Taiwan opzette. Dat kon gebeuren omdat geen van de échte rechthebbenden geïnteresseerd was in de naam.

#### Alan Newman
Na de dood van Clymer verkocht zijn weduwe de merknaam "Indian" aan Alan Newman, een advocaat uit Los Angeles. Hij zette de import van de Italjet machines voort, maar opende ook een fabriek in Taipei (Taiwan). Newman besefte dat de kleine productieaantallen uit de Italiaanse Italjet fabriek nooit konden concurreren met de massaproductie uit Japan. Newman verklaarde zelf dat alle Italjet-Indians van elkaar verschilden, grotendeels veroorzaakt door het handwerk waarmee ze geassembleerd werden. Bovendien was de productie twee maal zo duur als die van de Japanse concurrentie. In Taiwan vond hij toeleveranciers van onderdelen als wielen en schokdempers. De lonen waren er laag en bovendien kon hij een fabriek bouwen met steun van de overheid en een aantal nieuwe investeerders. In juni 1974 produceerde het bedrijf al 4.000 Indian motorfietsjes. Dat was meer dan in het hele jaar 1971 was geproduceerd. Men produceerde modellen van 47- tot 123 cc. In Taiwan werkten 150 werknemers, op het hoofdkantoor in Los Angeles 50. De fabriek was ingericht voor een productie van 140.000 eenheden per jaar, maar de lokale toeleveranciers konden dit tempo niet bijbenen. Daardoor liep Newman voor miljoenen dollars aan orders mis. In Taiwan werden nog steeds de minibikes, kopieën van die van Italjet, en lichte offroads gebouwd. Die waren er in verschillende cilinderinhouden: 50-, 70-, 75-, 80,- 100- en 125 cc. Sommige motorblokken waren van het Japanse merk "Fuji", andere waren Italiaanse Minarelli-blokjes. De 100- en 125 cc uitvoeringen werden vanaf 1974 in Nederland geïmporteerd door de firma Moto Lux in Amersfoort. Ze waren behoorlijk prijzig: ƒ 2.650,= voor de 100 cc versie en ƒ 2.950,= voor de 125 cc. Zo heel erg goedkoop konden ze ook niet meer zijn: motorblokken moesten vanuit Japan en Italië worden vervoerd naar Taipei, waarna de complete motorfietsen via Los Angeles naar Amersfoort kwamen.

#### American Moped Associates
In 1977 kreeg de merknaam "Indian" wéér een nieuwe eigenaar. Let wel: het gaat hier om de "rechten" die nog van Floyd Clymer stamden. Een nieuw bedrijf, American Moped Associates, wist er via de faillissementsverkoop van Newman voor $ 10.000 de hand op te leggen. Men ging door met de productie van lichte bromfietsen in Taiwan, maar nu met viertaktmotortjes. Ze werden als "Indian Four" verkocht, maar dat sloeg uiteraard niet op het aantal cilinders maar op de viertaktmotor. In 1982 verkocht AMA de "rechten" van Indian door aan de Derbi-importeur Carmen DeLeone.

#### Modellen jaren zeventig

##### Newman-Indian
- Tweetaktmodellen: Newman introduceerde een enorm aantal modellen, die veelal op elkaar leken. Hij betrok 100cc-motorblokjes van Fuji in Japan, 70-, 75-, 80-, 125- en 175 cc tweetaktjes van Minarelli en de MM5A, M5A en JC5A (Mini Mini) modellen hadden Franco Morini blokjes. Soms werden ook Hodaka-motortjes gebruikt. Het modellenaanbod was enorm, omdat bijna elk motorblokje werd gebruikt voor kindermotortjes, maar vanaf 70cc ook voor "Junior Cross", Enduro- en straatmodellen.
- Indian-Ducati prototype: Newman bouwde een zware custom met het motorblok van een Ducati 860 GTS. Dit model had moderne lijnen, waarbij waarschijnlijk met één oog gekeken was naar de Triumph X75 Hurricane, een  custom dit gebouwd was door Craig Vetter.

##### AMA-Indian
- Four: De Indian Four was een klein damesbromfietsje met een Chinees viertaktmotortje dat tussen 1977 en 1981 werd verkocht door American Moped Associates. Het had slechts één versnelling en een centrifugaalkoppeling, maar er was ook een tweeversnellingsversie gepland. Die kwam er nooit.

### Jaren tachtig

#### Algemeen
In de jaren tachtig was het redelijk stil rond het merk Indian. Het speelde geen rol op de motorfietsmarkt, en de "hausse" van het terugbrengen van oude motorfietsmerken was nog niet begonnen. Carmen DeLeone kocht de merknaam en leverde er één jaar lang kinderkarts mee.

#### Carmen DeLeone
Carmen DeLeone claimde minstens een deel van de naamrechten in zijn bezit te hebben. Philip S. Zanghi zou later verklaren zijn rechten op de naam Indian gekocht te hebben van DeLeone. DeLeone gebruikte de naam in elk geval wel, maar niet meer voor brom- of motorfietsen, maar voor "Fun Karts". Daarvoor werden kinderkarts van Manco uit Fort Wayne (Indiana) van een Indian-logo voorzien. Zo kon DeLeone nog iets doen met zijn uitgave van ca. $ 10.000,= voor de merknaam. In 1990 zag hij er kennelijk geen brood meer in, want hij verkocht de naam "Indian" voor het symbolische bedrag van 1 dollar aan Philip S. Zangi II.

#### Modellen jaren tachtig

##### Carmen DeLeone-Indian
- Dingo Fun Kart: Dit was een terreinkart met een Briggs & Stratton 5- of 8 pk motor (naar keuze). Het machientje had terreinbanden en een kooiconstructie en was relatief luxe afgewerkt door de producent Manco in Fort Wayne. Het "Indian"-logo stond op de vloerplaat en op de hoofdsteun. Waarschijnlijk duurde dit experiment van DeLeone slechts één jaar.

### Jaren negentig

#### Algemeen
In de jaren negentig werden een groot aantal oude merknamen opnieuw op de markt gebracht. Soms werd de fabriek daadwerkelijk opnieuw opgestart, maar in de meeste gevallen kocht iemand de rechten op het gebruik van de merknaam en ging men onder die naam nieuwe motorfietsen produceren. Voorbeelden hiervan zijn onder andere Triumph (opnieuw opgestart door John Bloor) en MV Agusta (in 1997 opnieuw opgestart onder de vlag van Cagiva). Om de naam "Indian" ontstond een juridische strijd, die door verschillende rechtbanken over de hele wereld beslist moest worden. De laatste bedrijven die meenden recht te hebben op de naam smolten in 1998 samen tot "Indian Motorcycle".

#### Indian Sales Co. en Atlas-Titeflex
De rechten op de naam "Indian" waren inmiddels bron van discussie geworden. In de jaren vijftig was het bedrijf opgesplitst: de Indian Sales Co. was eigenaar van de naam en importeerde Britse motorfietsen, en Atlas-Titeflex produceerde nog échte Indians, met name de Chief. Toen die productie in 1953 werd beëindigd bleven de rechten op de productie waarschijnlijk gewoon bij Atlas-Titeflex, dat er echter niets meer mee deed. De naamrechten gingen in 1959 over naar Associated Motor Cycles. AMC was weer opgegaan in Norton-Villiers, dat in 1977 failliet was gegaan en Atlas-Titeflex produceerde geen motorfietsen.

#### Wayne Baughman: Indian Motorcycle Mfg. Inc (IMMI)
Dit was een Amerikaans bedrijf van textielhandelaar Wayne Baughman, gevestigd in Albuquerque (New Mexico). Hij probeerde in 1992 het merk Indian opnieuw op de markt te brengen. Eind 1992 presenteerde IMMI een prototype van een nieuwe, zware Indian, die de naam "Scout 86" kreeg. Het getal 86 verwees naar de cilinderinhoud van 86,8 cubic inch (1.422,4 cc). De machine zou een moderne kopklepmotor met vier kleppen per cilinder krijgen, maar het getoonde prototype had nog geen motorblok. Er was nog een origineel Chief-frame gebruikt, waarin een nieuwe telescoopvork en wielen met schijfremmen moesten komen. Men wilde een vijfversnellingsbak ontwikkelen en de machine zou riemaandrijving krijgen. Het droog gewicht zou ondanks de stalen spatborden en het oude frame spectaculair laag worden: slechts 213 kg. De wielen met schijfremmen én riempoelie waren al gemonteerd, maar dit waren van Harley-Davidson "geleende" exemplaren. Baughman had contacten met Mercure Marine in Stillwater (Oklahoma) en het South West Research Institute in San Antonio (Texas). Mercure Marine was benaderd voor de bouw van het motorblok, maar had al verklaard met motorfietsmotoren geen enkele ervaring te hebben. Het SWRI ontwierp auto's, en verklaarde na een eerste contact niets meer van Baughman te hebben gehoord. Nadat Philip S. Zanghi II van het toneel verdween, zocht Baughman contact met enkele bedrijven die voor Zanghi al werk hadden verricht: Pioneer Engineering, dat een prototype had ontwikkeld, en Bob Stark. In elk geval steunde Bob Stark Baughman met technische adviezen. In 1994 presenteerde Baughman een nieuw studiemodel, dat door Western Design Engineering in Jackson (Michigan) gebouwd was uit hout en staal. Dit model, de "Century Chief" had nog steeds de lijnen van de oude Chief, maar schijfremmen en riemaandrijving, een luchtgekoelde 60° V-twin die een cilinderinhoud van 1.675 cc (101 cubic inches) zou moeten krijgen. Een aantal klanten betaalden al voorschotten om de uiteindelijk geproduceerde machines te kopen. In september 1994 verscheen een rijdend prototype met een weer iets andere motor, ditmaal met oliekoeling. De deadline voor de presentatie (zomer 1994) was inmiddels overschreden en Baughman kon nog geen nieuwe datum noemen.

##### International Motorcycle Mfg. Inc.
Uiteindelijk moest Baughman buigen voor gerechtelijke uitspraken over de naam "Indian", de machine heette alleen nog "Century Chief" en het bedrijf moest zijn naam omzetten in "International Motorcycle Mfg. Inc.".

#### Philip S. Zangi II: Indian Motocycle
In het begin van de jaren negentig beweerde Philip S. Zangi II de helft van de aandelen in bezit te hebben. Hij zou die in 1990 gekocht hebben van Carmen DeLeone, voor het symbolische bedrag van 1 dollar. Zanghi probeerde een bedrijf op te zetten samen met Indian kenner-Bob Stark (Starklite Cycle). Stark kreeg in de gaten dat hij bedrogen werd en trok zich op tijd terug. Zanghi misbruikte echter de goede naam van Stark om financiers te strikken. Zeker is dat hij ook Japanse zakenlieden geïnteresseerd wist te krijgen in zijn producten. Harold Kaneko (IKO International Co., Tokyo) wilde de motorfietsen importeren, terwijl de Japans-Amerikaanse zakenman Scott Kajiya de merchandising in Japan wilde opzetten. Zanghi zette geruchten in de wereld over samenwerking met Cagiva, die door dat merk met kracht werden ontkend. Hij zou plannen hebben een model genaamd "Indian Chief GBA" op de markt te brengen, waarbij de letters "GBA" stonden voor "God Bless America". De jaarproductie zou 10.000 stuks gaan bedragen. De eerste rechtszaken tegen Zanghi liepen toen al: op 4 december 1992 werd hij veroordeeld tot het terugbetalen van 60.000 dollar aan Griekse zakenlieden. Zij hadden dit bedrag voorgeschoten om de export naar Griekenland mogelijk te maken. Er waren wereldwijd meer importeurs die die geïnvesteerd hadden in het bedrijf van Zanghi. In elk geval hoorde daar de Australiër Maurits Hayim-Langridge bij. Hij zou later de oprichter van de Indian Motorcycle Mfg. Co. worden. Ook Pioneer Engineering in Dearborn (Michigan) begon begin 1993 een zaak tegen Zanghi. Dit bedrijf had een prototype ontwikkeld, dat al tentoongesteld was, maar Zanghi verzuimde ook dit bedrijf te betalen. Zanghi werd in augustus 1997 veroordeeld voor 12 gevallen van fraude met effecten, 3 gevallen van belastingontduiking en 6 gevallen van witwassen van geld.

#### Bob Stark
Bob Stark was een liefhebber en verzamelaar van alles wat met het merk Indian te maken had. Hij bezat ook een kwart van de originele ontwerptekeningen. Stark was bekend onder Indian-liefhebbers als restaurateur én als medeoprichter van een van de grootste Indian-motorclubs. Hij had een eigen bedrijf, Starklite Cycle. Zanghi en DeLeone benaderden hem om 100 exclusieve Indian Chiefs te bouwen, die voor een bedrag van ca. 100.000 dollar verkocht zouden worden. Er werd een contract opgesteld waarin Zanghi verantwoordelijk werd voor de hele financiering en Stark voor de productie. Zanghi kwam zijn financiële beloften echter niet na en enkele maanden later kreeg Stark een nieuw contract aangeboden, waarin hij voor ongeveer 500.000 dollar aan gereedschappen aan Zanghi ter beschikking moest stellen, en Stark moest bovendien zelf het startkapitaal voor de productie ophoesten. In feite kwam het erop neer dat Zanghi de firma Starklite Cycle gewoon zou overnemen. Op het niet nakomen van zijn verplichtingen zou voor Stark een boete van 1 miljoen dollar staan. Uiteraard trok Stark zich op tijd terug, waarna Zanghi van de gelegde contacten (dankzij de goede naam van Starklite Cycle) gebruik maakte om om diverse patenten aan derden te verkopen én een aantal financiers te strikken. Starks interesse in het terugbrengen van de merknaam "Indian" was echter gewekt. Hij maakte zelf geen plannen maar verleende hier en daar hulp aan Wayne Baughman, die zelf niet veel technische kennis had.

#### Maurits Hayim-Langridge: Indian Motorcycle Mfg. Co. (IMC)
Maurits Hayim-Langridge was een voormalig dealer van Harley-Davidson in Perth (Australië). Nadat hij zijn dealerschap kwijt raakte bood hij Philip S. Zangi II zijn diensten aan. Samen met zijn partner Michelle Lean betaalde hij Zanghi omgerekend 400.000 gulden om importeur voor Australië en Nieuw-Zeeland te worden. In november 1992 begon zijn proces tegen Zanghi, die in het voorjaar van 1993 failliet werd verklaard. De naam "Indian" maakte deel uit van de activa van Zanghi en in maart 1994 verwierf Hayim-Langridge het recht deze naam te gebruiken. Wayne Baughman diende hierop een aanklacht in, omdat ook hij ervan overtuigd was de enige te zijn met het recht op de merknaam. De insteek voor wat betreft de te produceren modellen was bij Baughman en Hayim-Langridge totaal verschillend. Baughman wilde enigszins gemoderniseerde "oude" modellen op de markt brengen, maar Hayim-Langridge wilde moderne motorfietsen maken die het oorspronkelijke Indian geproduceerd zou hebben als het nog zou bestaan. Hij werd hierbij geïnspireerd door John Bloor, die inmiddels moderne motorfietsen onder de oude naam Triumph produceerde. De ontwerper John Keogh maakte een aantal studietekeningen van zijn nieuwe Chief, die een geheel dragend motorblok zou krijgen. Daarnaast zou er ook een sportmotor komen, waarvoor samenwerking werd gezocht met John Britten, en deze "Indian Warrior" leek dan ook sprekend op de 1.000 cc Britten. Ook het motorblok zou van Britten komen. Er waren al in 1995 plannen om dit blok tot 1.200 cc en bij voldoende belangstelling zelfs tot 1.500 cc op te boren. Daarnaast waren er plannen om modellen met de oude namen "Brave", "Scout" en "Roadmaster" op de markt te brengen.

#### Atlas-Titeflex en Sterling Consulting
Vervolgens kwamen bedrijven als de Atlas-Titeflex Corporation en de Sterling Consulting Corporation in beeld als eigenaar van de naam Indian. Atlas-Titeflex was min of meer geruisloos verdwenen als aandeelhouder van Indian toen de productie, waarvoor Titeflex verantwoordelijk was, in 1953 was beëindigd. Harry Sucher, Indian-kenner en schrijver van het boek "The Iron Redskin" verklaarde in de jaren negentig dat de rechten op de naam "Indian" nooit in bezit van Carmen DeLeone waren geweest, maar toebehoorden aan Atlas-Titeflex. Sterling Consulting trad vanaf 1997 op als curator van de Indian-merknaam.

#### Lonnie Labriola: Eller-Indian
Lonnie Labriola ondernam halverwege de jaren negentig een poging om het merk "Indian" opnieuw tot leven te wekken. Hij deed dat samen met Bob Lutz, een gepensioneerd lid van de raad van bestuur van Chrysler, James Parker, ontwerper van de RADD (Rationally Advanced Design Development) voorwielophanging, bekend van de Yamaha GTS 1000, en Roush Industries, dat de motoren zou ontwikkelen. Roush Industries was bekend van de motoren die voor de NASCAR auto's werden gebouwd. Labriola kocht de rechten van de Sterling Consulting Corporation, de curator van de resten van de Indian merknaam. Rick Block van Sterling Consulting wilde met de 20 miljoen dollar die de naam opbracht alle vermeende eigenaren van het merk in één keer afkopen en daarmee de strijd om de merknaam beëindigen. Labriola investeerde zelf 6 miljoen dollar en kreeg een borgstelling van 14 miljoen dollar van de Umpqua indianenstam in Oregon. Zijn plan was om deze stam bij de productie van de Indian motorfietsen te betrekken. In februari 1999 presenteerde Labriola's bedrijf, Eller Industries, drie ontwerpen: de zware Indian Chief, een sportmodel en een "sport cruiser". Rick Block verbood echter de presentatie van een echt prototype, omdat Labriola zijn betalingsverplichtingen niet zou voldoen. In de rechtbank verklaarde Labriola echter slechts zes dagen te laat te zijn geweest.

#### Murray Smith: Indian Motorcycle, Gilroy
Intussen was Murray Smith uit Toronto in beeld gekomen. Hij bezat de Canadese rechten op de naam "Indian", en wilde ook in de Verenigde Staten op de markt komen. Hij had de Indian Motorcycle Company overgenomen van Maurits Hayim-Langridge. In 1999 maakte de "Federal District Court of Colorado" een einde aan het getouwtrek om de merknaam Indian. Het gebruiksrecht werd toegewezen aan de inmiddels Canadese firma IMC (Indian Motorcycle Company) van Murray Smith, waardoor het bedrijf Eller-Indian buitenspel kwam te staan. Dat kwam doordat Eller Industries zelf compleet nieuwe motorfietsen én nieuwe motoren wilde ontwikkelen, waarvoor men nog tijd nodig had. IMC nam een kortere route door inbouwmotoren van S&S in te bouwen en was daardoor vrijwel direct klaar om de productie aan te vangen en zelfs al twaalf prototypen klaar had. IMC zocht dan ook contact met de California Motorcycle Company (CMC), de producent van de S&S V-twins en met de American Indian Motorcycle Company. Zo ontstond Indian-CMC. Het bedrijf heette later kortweg "Indian Motorcycle" en was gevestigd in Gilroy (Californië). In 1999 werd de eerste motorfiets, de Limited Edition Indian Chief, gepresenteerd. Indian Motorcycle produceerde inderdaad motorfietsen van 1999 tot 2004 in een nieuwe fabriek in Gilroy.

#### Alan Forbes: Indian Motorcycles Ltd., Edinburgh
Eind 1999 verscheen op de beurs van Birmingham ineens een viercilinder lijnmotor onder de naam Indian Dakota 4. Een Schotse firma bezat de Britse rechten op de naam. De motorfiets was gemakkelijk te herkennen als een 1800 cc Wiking met een ander logo op de tank. De producent was Indian Motorcycles Ltd. in Edinburgh (Schotland), het bedrijf van Alan Forbes. De Indian Dakota 4 was een zware custom (1845 cc) met een viercilinder lijnmotor die in de lengte in het frame lag. Er werden veel auto-onderdelen gebruikt, onder andere van Volkswagen en Volvo, maar de eindaandrijving kwam van een BMW motorfiets. In 2011 waren deze machines nog steeds leverbaar.

#### WigWam Engineering
In 1999 bouwde het Australische bedrijf WigWam Engineering (onderdeel van Parker Indian Motorcycles) aanvankelijk alleen een nieuw motorblok, dat sterk leek op een zijklepper, maar in werkelijkheid twee "vermomde" kopklepcilinders had. Later ging men ook eigen motorfietsen met dit blok produceren, waaronder de sportieve 1140 cc "Apache".

#### Modellen jaren negentig

##### Indian-CMC
- Limited Edition Chief: Omdat Indian Motorcycle in Gilroy na de toewijzing van de naam al meteen kon gaan produceren, verscheen eind 1999 al deze zware Chief met een 1442 cc S&S Super Stock 45° V-twin. Harley-liefhebbers beschouwden de machine als een Harley-kloon, vanwege deze S&S motor (S&S was gelieerd aan Harley-Davidson). Murray Smith gaf ze niet eens ongelijk, maar hij had ten minste de eerste echte Amerikaanse Chief sinds 1953 gebouwd.

##### Indian Motorcycles Ltd.
- Indian Dakota 4: Dit was de Engels-Zweedse constructie van Indian Motorcycles Ltd. Deze viercilinder had een luchtgekoelde lijnmotor van 1845 cc die aanvankelijk 74 pk bij 3.800 tpm leverde. De constructie was conventioneel, met een stalen dubbel wiegframe en een swingarm met twee veer/dempereenheden. Aan de voorkant was een speciaal voor dit model gebouwde Showa-telescoopvork gemonteerd.

### Jaren nul

#### Algemeen
Het gebruik van het S&S motorblok was een noodgreep van Murray Smith geweest om snel een kant en klare motorfiets aan de rechtbank te kunnen laten zien. Daardoor kon hij beslag leggen op de naam "Indian", volgens het principe "Use it or lose it" (gebruik het of verlies het). Smith's Indian-CMC kon de naam gebruiken, maar het gemis van een eigen motorblok zorgde voor veel kritiek. S&S-motoren waren immers Harley-kopieën en dat konden de Amerikanen niet waarderen. Daarom werd er koortsachtig gewerkt aan een eigen motorblok, en in 2003 en 2004 werden die inderdaad gebruikt. Daarbij moest rekening worden gehouden met nieuwe concurrenten, zoals de Kawasaki Vulcan (1470 cc), de Excelsior-Henderson Super X (1386 cc) en de Victory (1507 cc). De nieuwe Indian Chief kreeg daardoor een cilinderinhoud van 1638 cc en was daarmee de dikste V-twin op de Amerikaanse markt. Er werden tegelijkertijd ook nog twee modellen met de S&S-blokken geproduceerd, de Scout en de Spirit. Het zware blok van de Chief kreeg weer de historische naam "Powerplus 100".  Begin 2004 trok een investeerder zich terug, waardoor de productie van de motorfietsen moest worden gestaakt. In februari gingen er al geruchten over nieuwe investeerders, waarbij enige tijd zelfs Harley-Davidson als overnamekandidaat werd genoemd. Toch ging Indian Motorcycles Co. in dat jaar failliet.

#### Stephen Julius, Stellican Limited en Novator Partners
In 2006 kocht Stephen Julius de rechten op de naam en het ontwerp van Indian. Hij deed dat samen met zijn eigen bedrijf Stellican Ltd. en Novator Partners. Stellican Ltd. had zijn basis in het Verenigd Koninkrijk en was gespecialiseerd in het revitaliseren van oude merknamen, niet specifiek op motorfietsgebied. Novator Partners was een investeringsbedrijf met kantoren in het Verenigd Koninkrijk en Denemarken. De productie werd verplaatst naar Kings Mountain (North Carolina). Er werden ca. 100 Indian Chiefs gebouwd, met weer een grotere (1.720 cc) motor, maar in 2011 verkocht men het bedrijf aan Polaris, dat onder eigen naam al de Victory V-twins had geproduceerd.

#### Modellen jaren nul

##### Indian Motorcycles Ltd.
- Indian Dakota 4 Classic: Voor het Britse Indian Motorcycles Ltd. was dit het basismodel, met een 74 pk viercilinder lijnmotor, die via een boring van 85,7 mm en een slag van 80 mm aan een cilinderinhoud van 1845 cc kwam. De motor was opgehangen in een dubbel wiegframe. Hij had een enkele schijfrem in het voorwiel en een trommelrem achter. Er was een BMW versnellingsbak inclusief cardanaandrijving gebruikt. De machine woog rijklaar 325 kg.
- Indian Dakota 4 Highway: Deze machnie was technisch identiek aan de Classic, maar was meer gericht op snelweggebruik door toepassing van een toerruit. Daardoor was hij ook iets zwaarder: 333 kg.
- Indian Dakota 4 s.i.: Dit was het sportmodel, dat een sterkere (95 pk) motor had en ook twee schijfremmen in het voorwiel. Hij woog 330 kg.

### Jaren tien
In de jaren tien ging het officiële merk "Indian" over naar Polaris Industries, maar de merkrechten waren nog niet wereldwijd gekocht, waardoor de productie in Engeland (Indian Motorcycles Ltd.) en Australië (WigWam Engineering) nog steeds door kon gaan.

#### Polaris Industries Inc.
Polaris Industries hield zich vanaf ca. 1955 bezig met de verbetering en productie van sneeuwscooters, die het bedrijf aanvankelijk "Sno Traveller" noemde. In 1985 ging men ook quads produceren, en in de jaren negentig ook waterscooters en de Victory motorfietsen. Op 19 april 2011 nam Polaris Industries Inc. de motorfietsproductie van Stellican Limited over. Polaris verhuisde de productie van Kings Mountain naar de eigen fabriek in Spirit Lake (Iowa), maar Indian Motorcycles bleef een zelfstandig bedrijf onder de vleugels van Polaris.

#### Modellen jaren tien

##### Indian Motorcycle Co.
De Indian Motorcycle Co. werd al in 2011 overgenomen, maar produceerde in 2010 liefst vier modellen, die allemaal vrijwel identieke specificaties hadden. De motor was de PowerPlus 105 V-twin, met een 105 cubic inches (1720) cc kopklepmotor met stoterstangen en brandstofinjectie. Ze hadden een dubbel wiegframe, zes versnellingen, riemaandrijving, monoshock achtervering en twee remschijven vóór en één achter. Ze waren allemaal leverbaar met whitewall tires, maar daarnaast waren er vele accessoires en kleurstellingen leverbaar.
- Chief Classic: Dit was het basismodel, dat echter vrij smalle spatborden had. De Classic had een leren eenpersoons zadel en zwarte banden. De bekende "Fringes", leren franje die aan het stuur, zadel en zadeltassen kon worden aangebracht, waren optioneel. Op de tank was slechts de naam "Indian" aangebracht. Het gewicht zonder brandstof was 330 kg.
- Chief Dark Horse: Dit was een speciaal model, standaard geleverd in matzwart. Ook de Dark Horse had een eenpersoons zadel. De grote spatborden waren toegepast en op de tank stond een getooid indianenhoofd. Ook het uitlaatsysteem was matzwart. Het gewicht zonder brandstof was 338 kg.
- Chief Bomber: Dit speciale model werd alleen in 2011 geleverd. Het moest herinneren aan een gevechtsvliegtuig uit de Tweede Wereldoorlog, inclusief de handgeschilderde pin-upgirl, die zelfs in drie uitvoeringen te krijgen was: Red-Haired Ruby, Blonde-Haired Betty en Dark-Haired Debbie. Het gebruikte leer voor het zadel en de tassen moest herinneren aan een gedragen bomberjack uit de oorlog. In de brede spatborden zaten zwarte klinknagels. De machines waren leverbaar in Warrior Silver Smoke en Warrior Green Smoke, allebei matte kleuren. Hoewel aan de motor nog wat chroom was gebruikt, waren het frame en het uitlaatsysteem matzwart. Het gewicht zonder brandstof was 338 kg.
- Chief Roadmaster: Dit was het luxe toermodel, voorzien van een toerruit en een duozadel. Het model was in een groot aantal kleuren leverbaar en was een echter ouderwetse Indian, compleet met de brede spatborden. De passagier had een met leer beklede rugsteun, er waren leren tassen toegepast en er waren standaard naast de koplamp ook twee verstralers gemonteerd. Het gewicht zonder brandstof was 339 kg.
- Chief Vintage: Nog meer dan de Roadmaster was de Vintage een klassieke Indian, dankzij de two-tone pastelkleuren en de franje aan zadel en tassen. Het was ook een eenpersoons motorfiets met standaard white wall tires, een toerruit en verstralers. Het gewicht zonder brandstof was 342 kg.

##### Polaris Industries Inc.
Polaris nam in 2011 het merk over, en ging verder met de volgende modellen:
- Chief Classic: Dit basismodel kreeg als enige wijziging nieuwe remmen en banden. Vanaf 2012 werd ook dit model met brede spatborden geleverd.
- Chief Dark Horse: Deze machine werd behalve in matzwart ook leverbaar in "Red Gloss", "Red Smoke Matte" en "Dark Water Blue Smoke Matte". In 2012 werd het model niet meer geleverd.
- Chief Blackhawk en Chief Blackhawk Dark: Deze modellen waren een wat vreemde mengeling van oud en nieuw. Volgens de fabriek moesten ze herinneren aan de "oude" Indians, maar er was juist een kleine stuurkuip en een afdekkap over de duozitplaats toegepast. Bovendien werd voor het eerst een kunststof kofferset gemonteerd. Het geclaimde art-deco-effect was eigenlijk alleen te herkennen in het gebruikte lettertype waarmee de naam "Indian" op de tank was aangebracht. De machines waren leverbaar in "Thunder Black", "Ivory Cream" en "Indian Red". In 2012 werden deze modellen niet meer geleverd.
- Chief Roadmaster: De Roadmaster bleef het top-toermodel, maar werd in andere kleuren leverbaar. In 2012 werd het model niet meer geleverd.
- Chief Vintage: Ook de Vintage kreeg in 2011 meer kleuren.

## Trivia

### Spot- en bijnamen
- Indian (algemeen): Redskin (naar de rode kleur en de merknaam)
- Indian fabriek: The Wigwam
- Indian Four 1936: Upside down engine (inlaat-zijkleppen en uitlaat-kopkleppen)
- Indian Model O Light Twin 1917: Model Nothing
- Indian Powerplus motor 1916: Old War Horse (de motor werd ingezet in de Eerste Wereldoorlog)
- Indian Speedwaymachine eind jaren 20: Harley Eater

### The World's Fastest Indian
De Nieuw-Zeelandse motorcoureur Burt Munro heeft op een door hem in 1920 gekochte Indian Scout in 1967 op de Bonneville-zoutvlakte een snelheidsrecord gevestigd voor motoren met een motorinhoud van onder 1.000 cc dat tot op heden niet gebroken is. Het verhaal over deze recordpoging is in 2005 verfilmd: The World's Fastest Indian. Anthony Hopkins speelde daarin de hoofdrol.

### Verzekeringsagenten
Alan Newman huurde als "verkopers" in eerste instantie mensen uit de motorbranche in. Die waren echter gewend bestellingen van dealers op te nemen. Ze brachten het product niet aan de man. Daarom schakelde hij over op verzekeringsagenten, die gewend waren dat wél te doen.